# Muensterichthys buergeri
Muensterichthys buergeri è un pesce osseo estinto, appartenente ai paleonisciformi. Visse nel Permiano superiore (circa 259 - 254 milioni di anni fa) e i suoi resti fossili sono stati ritrovati in Germania.

## Descrizione
Questo pesce era di medie dimensioni e poteva superare i 30 centimetri di lunghezza. Possedeva un corpo fusiforme, una grossa testa che terminava in un muso arrotondato e grandi occhi. La bocca era profonda e la mandibola si spingeva molto all'indietro. La pinna dorsale era grande, di forma triangolare e posta nella metà posteriore del corpo. La pinna anale era opposta diagonalmente, più arretrata rispetto a quella dorsale e di forma simile ma un po' più piccola. Le pinne ventrali erano corte e appuntite, mentre le pinne pettorali erano lunghe, strette e terminanti in una parte appuntita; i primi raggi, in particolare, erano insolitamente allungati. La pinna caudale era eterocerca e il lobo inferiore era nettamente più corto di quello superiore. Il corpo era ricoperto da piccole scaglie rettangolari rivestite da uno strato di ganoina.

## Classificazione
Muensterichthys buergeri venne descritto per la prima volta nel 1989, sulla base di resti fossili ritrovati nella zona di Richelsdorf in Germania occidentale. L'autore della prima descrizione ha indicato che Muensterichthys era un rappresentante dei paleonisciformi, un eterogeneo gruppo di pesci ossei arcaici, attualmente considerato parafiletico. Sembra che vi fossero somiglianze con il genere Elonichthys, ma non è chiaro se effettivamente Muensterichthys fosse un membro della famiglia Elonichthyidae o se le somiglianze morfologiche fossero dovute a un fenomeno di convergenza evolutiva. 

## Paleobiologia
Muensterichthys era un predatore che si cibava di piccoli animali e viveva in specchi d'acqua dolce. 